# Carex divisa
Carex divisa är en halvgräsart som beskrevs av William Hudson. Carex divisa ingår i släktet starrar, och familjen halvgräs. Inga underarter finns listade i Catalogue of Life.